# Domoloci, Korosten
Domoloci (în ucraineană Домолоч) este un sat în comuna Hotînivka din raionul Korosten, regiunea Jîtomîr, Ucraina.

## Demografie
Componența lingvistică a localității Domoloci
     Ucraineană (100%)
Conform recensământului din 2001, toată populația localității Domoloci era vorbitoare de ucraineană (100%).